# Blair Parry-Okeden
Blair Parry-Okeden, flicknamn: Cox Kennedy, född 1950, är en amerikansk barnboksförfattare. Hennes mest uppmärksammade verk är barnboken Down by the gate som utgavs 1989.
Hon avlade en examen i lärarutbildning vid privatskolan La Pietra: Hawaii School for Girls, som sin familj delgrundade 1964.
Den amerikanska ekonomitidskriften Forbes rankar Parry-Okeden till att vara den 37:e rikaste amerikanen och världens 105:e rikaste med en förmögenhet på $13 miljarder för den 12 augusti 2017.
Hon är dotter till Barbara Cox Anthony, syster till Jim Kennedy, systerdotter till Anne Cox Chambers, kusin till James Cox Chambers, Katharine Rayner och Margaretta Taylor och dotterdotter till företagsledaren och politikern James M. Cox.